# 石埤腳
石埤腳 ，是臺灣彰化縣埔鹽鄉、二林鎮交界地帶的一個傳統地域名稱，位於埔鹽鄉西部及二林鎮北部。相較於今日行政區，其範圍大致包括埔鹽鄉的石埤村、天盛村，以及二林鎮西庄里的西北部凸出部分。

## 歷史
台灣清治末期至日治初期，石埤腳地區為一街庄，稱為「石埤腳庄」，隸屬於二林上堡。該庄昔日南隔濁水溪主流（今舊濁水溪）與萬興庄相望，西邊為草湖庄，北與鎮平庄為鄰，東與浸水庄為鄰。
1901年（日治明治三十四年）11月，該庄隸屬於彰化廳。1909年（明治四十二年）10月，改隸屬於臺中廳。1920年（大正九年），該庄改制為「石埤腳」大字，隸屬於臺中州員林郡埔鹽庄。
戰後埔鹽庄改制為埔鹽鄉，隸屬於彰化縣，大字亦改制為村。

## 河道變遷
往昔濁水溪出山區行至二水、林內附近後，分成四股水路。1898年（清光緒二十四年）濁水溪南岸支流清水溪上游草嶺潭潰決，洪水排入北路分流，令其成為濁水溪下游的主流。在1904年出版的《臺灣堡圖》上，該分流即標示「濁水溪」，而流經西螺的分流則標示「西螺溪」。　
濁水溪水系的治理於日治時期的1911年即已開始，濁水溪下游平原發生大洪水後，日人成立「濁水溪治水工事事務所」，分三期進行整治工作，台鐵縱貫線通車後，為了保護鐵路，在二水鐵路橋上下游兩岸興建堤防，將原來分流四散的河道截堵成現在流經西螺的濁水溪樣貌。原有北路分流成為排水渠道，改稱舊濁水溪；因於福興鄉麥嶼厝出海，故又稱「麥嶼厝溪」。到了1926年，濁水溪下游主流明顯地幾乎都集中到今天的濁水溪（西螺溪）流路，其他分流流量明顯萎縮。
昔日「濁水溪」主流河道自蕃薯聚落以下係西流入海，且為石埤腳地區的南部邊界；而流經麥嶼厝的是另一條小溪流。今日的「舊濁水溪」河道自蕃薯聚落以下係奪麥嶼厝小溪流而向西北流入海，石埤腳地區也被河道分割成東、西兩部分，分屬埔鹽鄉、二林鎮；而昔日「濁水溪」主流最下游則成為「萬興排水溝」下游河道。

## 交通
縣道135甲線（番金路）是埔鹽盧厝至溪湖鹿島橋的道路，大致以縱向且向西凸出的路線蜿蜒經過石埤腳地區東北部，往北可前往牛埔厝東北部邊界處與縣道135號本線交會，往東南可前往溪湖市區南邊的新厝巷與省道台19線交會。

## 學校
- 天盛國小